# Giovanni Battista Casti

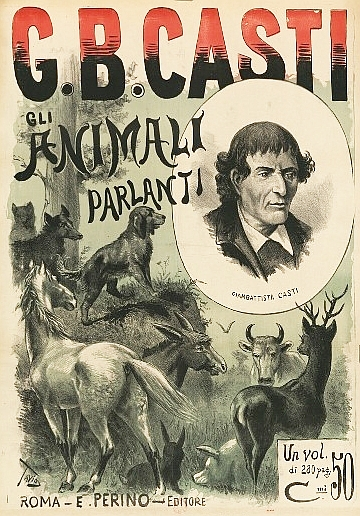
Portrait de Casti sur une affiche annonçant une édition des Animaux parlants en 1890

Giovanni Battista Casti, né le 29 août 1724 à Acquapendente (Province de Viterbe) et mort à Paris le 5 février 1803, est un poète satirique et librettiste italien.

## Biographie
D'abord professeur dans sa patrie, il fut appelé à Vienne par son ami le duc de Rosenberg, gouverneur du grand-duc et futur empereur Joseph II d'Autriche. Devenu poète de l'empereur, il visita les cours de Russie et de Prusse et passa ses derniers jours à Paris.

## Publications
Contes et poèmes
- Novelle galanti, in ottava rima (Nouvelles galantes), contes en vers dans le genre de Boccace, 1793
- Gli Animali parlanti (Les Animaux parlants), poème héroï-comique en 26 chants, où les personnages d'Ésope forment une épopée régulière, 1801. Traduits par Pierre Paganel en 1813 et mis en vers par Louis Mareschal en 1819. Il existe une édition illustrée par Théodore de Jolimont publiée par Martial Place, éditeur à Moulins, en 1847, avec une traduction nouvelle par L. J. Alary.

Livrets
- Lo sposo burlato, opéra-bouffe, musique de Niccolò Vito Piccinni, 1769 et de Giovanni Paisiello, 1778
- La finta amante, opéra-comique, musique de Giovanni Paisiello, 1780
- Il re Teodoro di Venezia, drame héroï-comique, d'après Candide de Voltaire, musique de Giovanni Paisiello, 1784. Traduit en français sous le titre Le Roi Théodore à Venise, opéra héroï-comique en 2 actes, par Pierre-Louis Moline, 1787.
- La grotta di Trofonio, dramma giocoso, musique d'Antonio Salieri, 1785
- Prima la musica e poi le parole, divertissement théâtral, musique d'Antonio Salieri, 1786, et de Giovanni Paisiello
- Il re Teodoro in Corsica, drame, 1786-1787
- Cablai, gran Kan de' tartari, drame héroï-comique, d'après Il poema tartaro de Giovanni Battista Casti, musique d'Antonio Salieri, 1788
- Venere e Adone, cantate, musique de Joseph Weigl, 1791
- Catilina, drame tragi-comique, d'après Rome sauvée de Voltaire, musique d'Antonio Salieri, 1792
- Li dormienti, drame, 1796
- Orlando furioso, drame héroï-comique, 1796
- Rosamonda (Rosmunda), drame, 1796
- Bertoldo, drame